# سیستم مدیریت گردش‌کار
یک ابزار مدیریت پردازش زنجیره‌ای (WfMS یا WFMS) نرم‌افزاری برای مدیریت عملکرد و نظارت بر پردازشهای زنجیره‌ای است. این ابزارها، اجزای یک پردازش زنجیره‌ای را با در نظر گرفتن تقدم و تأخر آنها زمانبندی می‌کنند و بر اجرای بدون نقص آنها نظارت می‌کنند. درصورت بروز مشکل تا جای ممکن آن را برطرف می‌کنند تا زنجیره به‌طور کامل اجرا شود. یک ابزار مدیریت پردازش زنجیره‌ای ممکن است بتواند روی یک یا چند زنجیره عملیات زمانبندی و نظارت را انجام دهد. همچنین این ابزارها عموماً در محیطهای محاسباتی توزیع‌شده (مانند ابرهای محاسباتی) عمل می‌کنند.
از جمله سیستم مدیریت گردش کار می‌توان به اینتویت
اشاره کرد.